# John Hamilton Gray (Schiff)
Die John Hamilton Gray war ein 1968 in Dienst gestelltes Fährschiff der Canadian National Railway, das bis 1997 zwischen Borden und Cape Tormentine im Einsatz stand und anschließend als Casinoschiff unter den Namen Contessa 1 und Texas Treasure betrieben wurde. Nach der Ausmusterung im Jahr 2003 erfolgte 2004 der Abbruch des Schiffs im indischen Alang.

## Geschichte
Die John Hamilton Gray entstand unter der Baunummer 349 in der Werft von Marine Industries in Sorel-Tracy und lief am 18. November 1967 vom Stapel. Nach der Ablieferung an die Canadian National Railway am 12. Oktober 1968 nahm das Schiff im selben Monat den Fährbetrieb zwischen Borden und Cape Tormentine auf.
1995 und 1996 wurde die John Hamilton Gray kurzzeitig zum Betrieb auf der Strecke von Gaspé zu den Magdalenen-Inseln verchartert. Ansonsten blieb sie bis April 1997 fast 30 Jahre lang zwischen Borden und Cape Tormentine im Einsatz und wurde anschließend ausgemustert. Mit der Ausmusterung der John Hamilton Gray und der Abegweit im selben Jahr endete auch der Fährbetrieb nach Cape Tormentine.
Ebenfalls 1997 ging das Schiff unter dem Namen Contessa 1 an die Contessa International Company und lag ab 1998 als schwimmendes Casino vor New York. Im März desselben Jahres wurde es für Casinokreuzfahrten zwischen West Palm Beach und Freeport in Dienst gestellt. Die Contessa 1 fuhr unter der Flagge Panamas.
2001 ging das Schiff in den Besitz des ebenfalls in Panama ansässigen Kyma Ship Management über und erhielt den Namen Texas Treasure. Ab Februar 2002 stand es für Casinokreuzfahrten von Port Aransas aus im Einsatz, im Mai 2002 wurde die Texas Treasure nach Palm Beach verlegt. Dieser Betrieb war jedoch nur kurzlebig: Ab 2003 lag das Schiff ausgemustert in Freeport.
Im April 2004 wurde die Texas Treasure zum Abbruch ins indische Alang verkauft, wo sie am 29. Juni 2004 unter dem verkürzten Überführungsnamen Treasure eintraf.